# Calhoun (Luizjana)
Calhoun – jednostka osadnicza w Stanach Zjednoczonych, w stanie Luizjana, w parafii Ouachita.